# Thailand Juniors 2015
Das Thailand Juniors 2015 fand als bedeutendstes internationales Nachwuchsturnier von Thailand im Badminton vom 13. bis zum 18. Januar 2015 in Bangkok statt. Es war die erste Auflage der Veranstaltung.

## Sieger und Platzierte
| Disziplin    | Gold                        | Silber                               | Bronze                                  |
| ------------ | --------------------------- | ------------------------------------ | --------------------------------------- |
| Herreneinzel | Seo Seung-jae               | Satheishtharan Ramachandran          | Lee Zii Jia                             |
| Herreneinzel | Seo Seung-jae               | Satheishtharan Ramachandran          | Lee Jun-su                              |
| Dameneinzel  | Thamolwan Poopradubsil      | Chen Su-yu                           | Alisa Sapniti                           |
| Dameneinzel  | Thamolwan Poopradubsil      | Chen Su-yu                           | Goh Jin Wei                             |
| Herrendoppel | Choi Jong-woo Seo Seung-jae | Goh Sze Fei Tan Jinn Hwa             | Ooi Zi Heng Ameer Amri Zainuddin        |
| Herrendoppel | Choi Jong-woo Seo Seung-jae | Goh Sze Fei Tan Jinn Hwa             | Lee Hong-sub Lim Su-min                 |
| Damendoppel  | Kim Hye-jeong Park Keun-hye | Kim Hyang-im Kim Ye-ji               | Ruethaichanok Laisuan Supamart Mingchua |
| Damendoppel  | Kim Hye-jeong Park Keun-hye | Kim Hyang-im Kim Ye-ji               | Liu Chiao-yun Wu Yu-chen                |
| Mixed        | Choi Jong-woo Kim Hye-jeong | Wipoo Inkaew Thanapim Kaweenuntavong | Lim Su-min Kim Hyang-im                 |
| Mixed        | Choi Jong-woo Kim Hye-jeong | Wipoo Inkaew Thanapim Kaweenuntavong | Goh Sze Fei Desiree Siow                |